# Graecisme
Een graecisme is een woord dat, of een zinswending of conventie die is overgenomen uit, of gevormd naar het voorbeeld van het oud of modern Grieks.
In gezaghebbende taalvoorschriften worden graecismen afgekeurd als strijdig met het eigen karakter van de taal waarin zij zijn overgenomen.